# 贝尔岛公爵夏尔-路易-奥古斯特·富凯

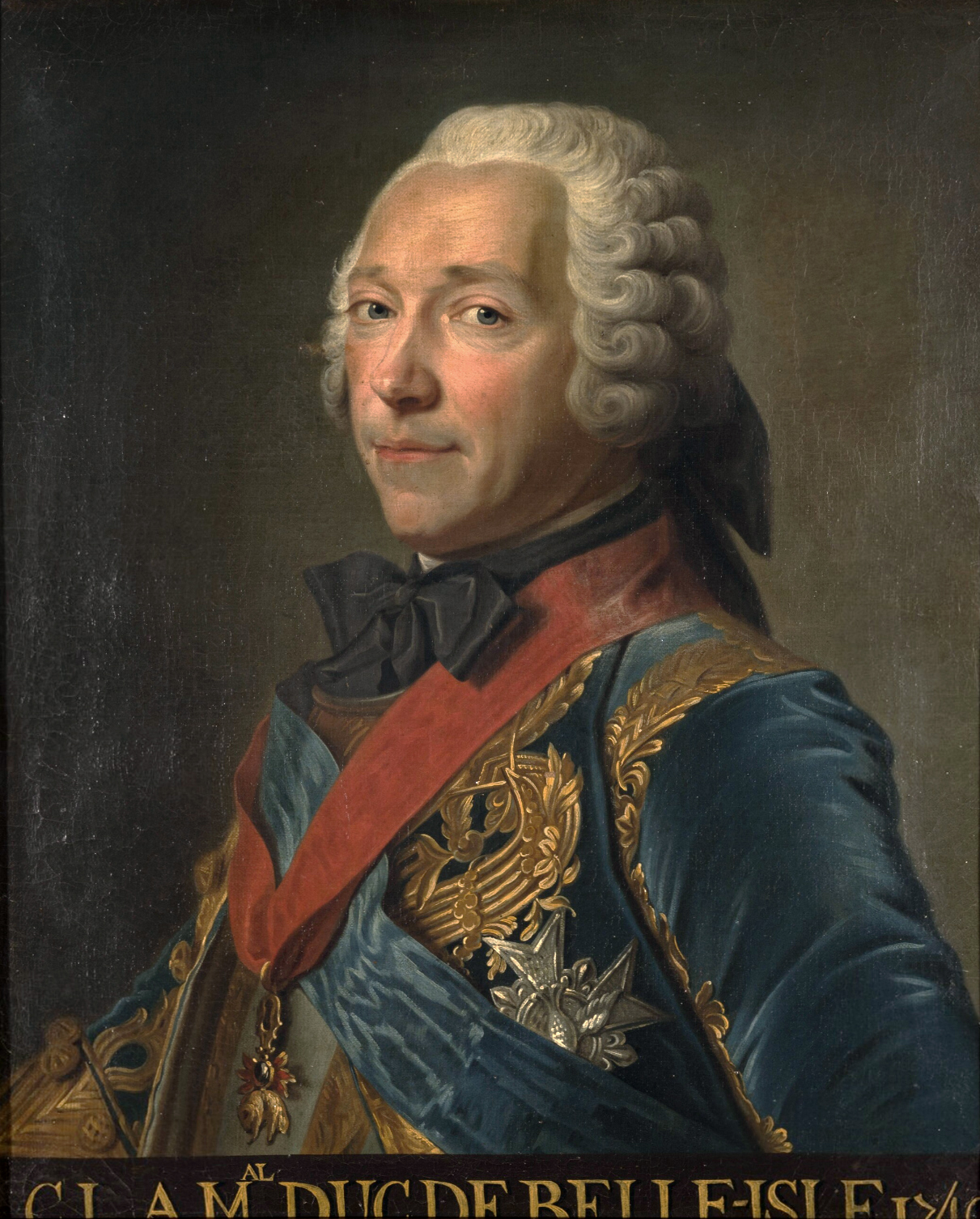
夏尔-路易-奥古斯特·富凯.

夏尔-路易-奥古斯特·富凯，贝尔岛公爵（Charles Louis Auguste Fouquet, duc de Belle-Isle，1684年9月22日—1761年1月26日)，法国元帅和政治人物，路易十四的财政大臣尼古拉·富凯(Nicolas Fouquet)之孙。早年进入军队，他参加了西班牙王位继承战争、奥地利王位继承战争，因功于1748年晋升法国元帅。後作投機生意致富。他想繼弗勒里為首相，在宮廷中施展種種陰謀。在七年战争期间，任陆军大臣。